# 汀州市
汀州市（1931年10月－1934年11月1日）是中华苏维埃共和国福建省的省会，也是中央苏区唯一的设市城市和福建省第一个设市城市。
1931年9月11日，红一军团第十二军配合闽西地方红军新十二军攻克汀州城（长汀县城），闽西苏区和赣南苏区连成一片。10月，析长汀县城区（今汀州镇）置汀州市，成立汀州市苏维埃政府，饶根任主席，后来，张必发和曾志向先后接任。汀州市下辖东郊、西郊、南郊、北郊、中心等5个区，总人口约3万人。1932年3月18日，福建省苏维埃政府在汀州市成立。1934年11月1日，国民政府中央军占领汀州城，恢复长汀县旧建置。
汀州市重视社会治安与民生，恢复营背街的火力发电，成立汀州市民警局，创办中华商业公司、中华贸兴公司、中华纸业公司、中华苏维埃福建省银行、闽西工农银行、中华织布厂、红军斗笠厂、红军印刷厂、弹棉厂、兵工厂、熬盐厂、樟脑厂、炼铁厂、列宁书局、红军医院、红色邮政局，组织造纸、织衫、烟丝、雨伞、竹木器具、家具、砖瓦、油纸、皮枕、药材、铁器等二十多种手工业生产合作社。整个汀州市呈现一派繁荣的景象，被人们誉为“红色小上海”。